# Clemens Fritz
Clemens Fritz (Erfurt, 7. prosinca 1980.) bivši je njemački nogometaš koji je igrao na poziciji desnog braniča.

## Poveznice
- Službena stranica Clemensa Fritza